# مايتي مورفين باور رينجرز (فلم)
مايتي مورفين باور رينجرز هو فيلم بطل أمريكي عام 1995. يقوم ببطولته فريق الممثلين كاران أشلي ، جوني يونغ بوش ، ستيف كارديناس ، جايسون ديفيد فرانك ، إيمي جو جونسون ، وديفيد يوست إلى جانب الأشرار من المسلسل الأصلي وبول فريمان في دور إيفان أوز. مثل إلى حد كبير الموسم التلفزيوني الذي أعقب الإصدار ، فقد استخدمت مفاهيم من سلسلة سوبر سنتاي اليابانية. إنه أول إنتاج باور رينجرز من سابان للترفية لا يعرض أي لقطات مؤرشفة من سوبر سينتاي . تدور أحداث الفيلم بعد الموسم الثاني من مايتي مورفين باور رينجرز ، لكنها لا تتوافق مع الموسم الثالث ، والذي يقدم تفسيراً مختلفاً لـ رينجرز لاكتساب قوى نينجا رينجر و نينجازوردس، مشيراً إلى أنهم يقعون في استمرارية مختلفة.
تم التصوير في وحول سيدني وكوينزلاند ، أستراليا. تكملة ، توربو: فيلم باور رينجرز تم إصداره في 28 مارس 1997. صدر هذا الفيلم في 30 يونيو 1995 وحقق 66.43 مليون دولار في جميع أنحاء العالم ،  لكنه تلقى آراء متباينة من النقاد. وأشاد النقاد بتسلسله وأداءه ، لكنهم شعروا أن الفيلم ليس أكثر من حلقة أطول من المسلسل بتأثيرات خاصة أفضل ، مشيرين إلى الحبكة والسيناريو باعتبارهما العيوب الرئيسية.[بحاجة لمصدر]

## القصة
يشارك مايتي مورفين باور رينجرز مع السائبة والجمجمة في قفز مظلي خيري لمرصد إنجيل جروف ، تحسباً لمذنب ريان الذي من المقرر أن يمر في غضون يومين. يخطئ السائبة والجمجمة منطقة الهبوط المستهدفة ويهبطان بطريق الخطأ في موقع بناء حيث تم اكتشاف بيضة عملاقة. وصل اللورد زيد وريتا ريبولسا وجولدار وموردانت إلى موقع البناء وفتحوا البيضة ، وأطلقوا سراح الساحر إيفان أوز ، وهو كائن مورفولوجي حكم الأرض بقبضة حديدية قبل 6000 عام قبل أن يطيح به زوردون ومجموعة من الشباب. المحاربون. يعثر عليه الحراس ويواجهونه ، لكن `` إيفان '' أطلق بعض الوحوش عليهم أثناء معركة الرينجرز وإلحاق الهزيمة بهم بنجاح ، فإن القتال يصرف انتباههم لفترة كافية للسماح لإيفان بالفرار ويضع حصارًا على مركز قيادة رينجرز ويعطل زوردون ويسرق قوته. عندما يعود الرينجرز إلى مركز القيادة ، يجدون أنه مدمر وأن زوردون ، خارج بوابة الوقت ، يشيخ ويموت.
يرسل مساعدردون الفا 5 الحراس إلى كوكب فايدوس البعيد للحصول على القوة العظمى وإنقاذ فايدوس. على سطح القمر ، اغتصب إيفان ريتا وزيد ، وحاصرهما في كرة ثلجية ، وأجبر جولدار وموردانت على أن يكونا خدامه ، ثم أرسل محاربيه من تنجو إلى فايدوس ويبدأ في بناء جيش. يستخدم الأطفال لإحضار نضحه إلى والديهم ، وهو ينومهم ليصبحوا قوة عاملة ليحفروا آلات الحرب التوأم إكتو مورفيكون جبابرة الخاصة به التي تم بناؤها خلال فترة حكمه. عندما اكتشف فريد كيلمان ، أحد أصدقاء رينجرز ، اختفاء والده ، وجده يعمل في موقع البناء ويكتشف خطط إيفان.
عند فايدوس، كاد الحراس يقتلون من قبل تينغو، لكن دولكا، المحارب الرئيسي لـ فايدوس. طلبت منهم في البداية المغادرة حفاظًا على سلامتهم ، ولكن بعد سماعها بمحنة زوردون ، وافقت على مساعدتهم وتأخذهم إلى معبد قديم مدمر حيث سيتعين على رينجرز التغلب على العقبات للحصول على قوة النينجيتي. يوقظ دولكا الروح الحيوانية لكل من رينجرز: عائشة هي الدب ، روكي هو القرد ، بيلي هو الذئب ، كيمبرلي هو الكركية ، آدم هو الضفدع وتومي هو الصقر . يشق الحراس طريقهم إلى مونوليث الذي يضم القوة العظمى ، وهزموا حراسها ستون جارجويل ، واستعادوا القوة العظمى.
على الأرض ، تم اكتشاف إكتو مورفيكونز من إيفان بالكامل ، وأطلق العنان لهم في إنجيل جروف ، وأمر الوالدين بالانتحار في موقع البناء. يتوجه فريد وبلك وسكل والأطفال الآخرون إلى موقع البناء لإنقاذ والديهم. يعود الحراس بعودتهم الجديدة نينجا زوردس ، وبعد صراع صعب ، دمروا أحد إكتو مورفيكونز من إيفان، العقرب. يسيطر إيفان على هورنيتور ويصبح عملاقًا ويقاتل الرينجرز بنفسه بينما جمع رينجرز زوردز لتشكيل نينجا ميجازورد ثم نينجا فالكون ميجازورد. يقود رينجرز إيفان إلى الفضاء مباشرة في مسار مذنب رايان ، الذي يدمره. تدميره يكسر التنويم المغناطيسي ويجتمع الوالدان مع أطفالهما. ثم يعود رينجرز إلى مركز القيادة ، لكنهم في حالة ذهول للعثور على زوردون ميتًا. بعد ذلك ، يكتشفون كيفية استخدام القوة العظمى لاستعادة مركز القيادة وإحياء زوردون ، وإعادته إلى بوابة الوقت الخاصة به. كل شيء يعود إلى طبيعته في أنجل جروف حيث أقيم احتفال مع إطلاق الألعاب النارية في السماء ورسالة تقول «شكرًا لكم باور رينجرز».
في مشهد منتصف الاعتمادات ، استرخى جولدار لفترة وجيزة على عرش زيد ، حيث كان يخدمه مردانت، فقط للذعر عندما ظهر زيد و ريتا، بعد أن تم إطلاق سراحهما بعد تدمير إيفان، ولم يكن سعيدًا للغاية بسبب انحياز جولدار و مردانت لإيفان سابقًا.

## المم
- ثلينكاران أشلي بدور عائشة كامبل ، الحارس الأصفر
- جوني يونغ بوش في دور آدم بارك ، الحارس الأسود
- ستيف كارديناس بدور روكي ديسانتوس ، الحارس الأحمر
- جيسون ديفيد فرانك في دور تومي أوليفر ، الحارس الأبيض
- ايمي جو جونسون بدور كيمبرلي هارت ، الحارس الوردي
- ديفيد يوست في دور بيلي كرانستون ، الحارس الأزرق
- جيسون نارفي في دور يوجين سكولوفيتش «جمجمة»
- بول شرير مثل فاركاس بولكماير
- بول فريمان في دور إيفان أوز المورفولوجي [5]
- غابرييل فيتزباتريك في دور دولسيا
- نيكولاس بيل في دور زوردون
- بيتا ماري ريكسون بدور ألفا 5
- جان بول بيل في دور موردانت
- كيري كيسي في دور جولدار
- مارك جينتر مثل اللورد زيد
- جوليا كورتيز في دور ريتا ريبولسا
- جيمي كروفت بدور فريد كيلمان
- بول جودارد وروبرت سيمبر كعاملين بناء

### أصوات
- كريجان ماهان في دور جولدار
- روبرت ل. ماناهان في دور زوردون
- روبرت أكسلرود في دور اللورد زيد
- باربرا جودسون في دور ريتا ريبولسا
- ريتشارد وود مثل الفا 5
- مارتن جي ميتكالف في دور موردانت

## الإعلان
تم إصدار الفيلم في 30 يونيو 1995 بواسطة توينتيث سينشوري فوكس .

## استقبال

### شباك التذاكر
في عطلة نهاية الأسبوع الافتتاحية ، حقق الفيلم 13.1 مليون دولار ، وجاء في المركز الرابع خلف أبولو 13 وباتمان للأبد. وبلغت أرباحها في النهاية 66.4 مليون دولار مقابل ميزانية قدرها 20 مليون دولار ، مما جعلها نجاحًا ماليًا. 

### استقبال نقدي
حصل الفيلم على تقييم بنسبة 37٪ «روتن» بمتوسط 4.5 درجة استنادًا إلى 35 تقييمًا على موقع تجميع التعليقات على موقع روتن توميتوز.

## في وسائل الإعلام الأخرى
- تم إصدار أربعة عناوين مختلفة لألعاب الفيديو على أساس الفيلم من أجل سوبر نينتندو إنترتينمنت سيستم وميجا درايف وغيم بوي وسيجا جيم جير .
- أصدرت مارفل كومكس كتابًا هزليًا مقتبسًا وتكييفًا للكتاب الهزلي المصور للفيلم في سبتمبر 1995 طُبع الكتاب الهزلي بغلافين مختلفين: أحدهما يظهر رينجرز متحول بالكامل والآخر يظهرهم في زي نينجيتي.

## روابط خارجية
- مايتي مورفين باور رينجرز  في قاعدة بيانات الأفلام على الإنترنت (بالإنجليزية)
- مايتي مورفين باور رينجرز في روتن توميتوز.